# Kościół Dobrego Pasterza w Ciosańcu
Kościół Dobrego Pasterza – katolicki kościół filialny, zlokalizowany w Ciosańcu, w gminie Okonek. Należy do parafii św. Jana Chrzciciela w Pniewie.

## Historia
Protestancki kościół z cegły powstał w latach 1872–1874. Należał do synodu w Szczecinku i podlegały mu dwie lokalne świątynie:
- obecny kościół św. Jana Chrzciciela w Pniewie (dziś parafialny),
- obecny kościół Wniebowzięcia Najświętszej Marii Panny w Borucinie[3].

### Po II wojnie światowej
Po II wojnie światowej świątynię przejęli katolicy i została ona poświęcona w dniu 23 lutego 1946. W rejestrze zabytków jest od 2007, wraz z resztkami cmentarza przykościelnego. Przy kościele bezstylowa kaplica przedpogrzebowa i kapliczka maryjna.

## Galeria

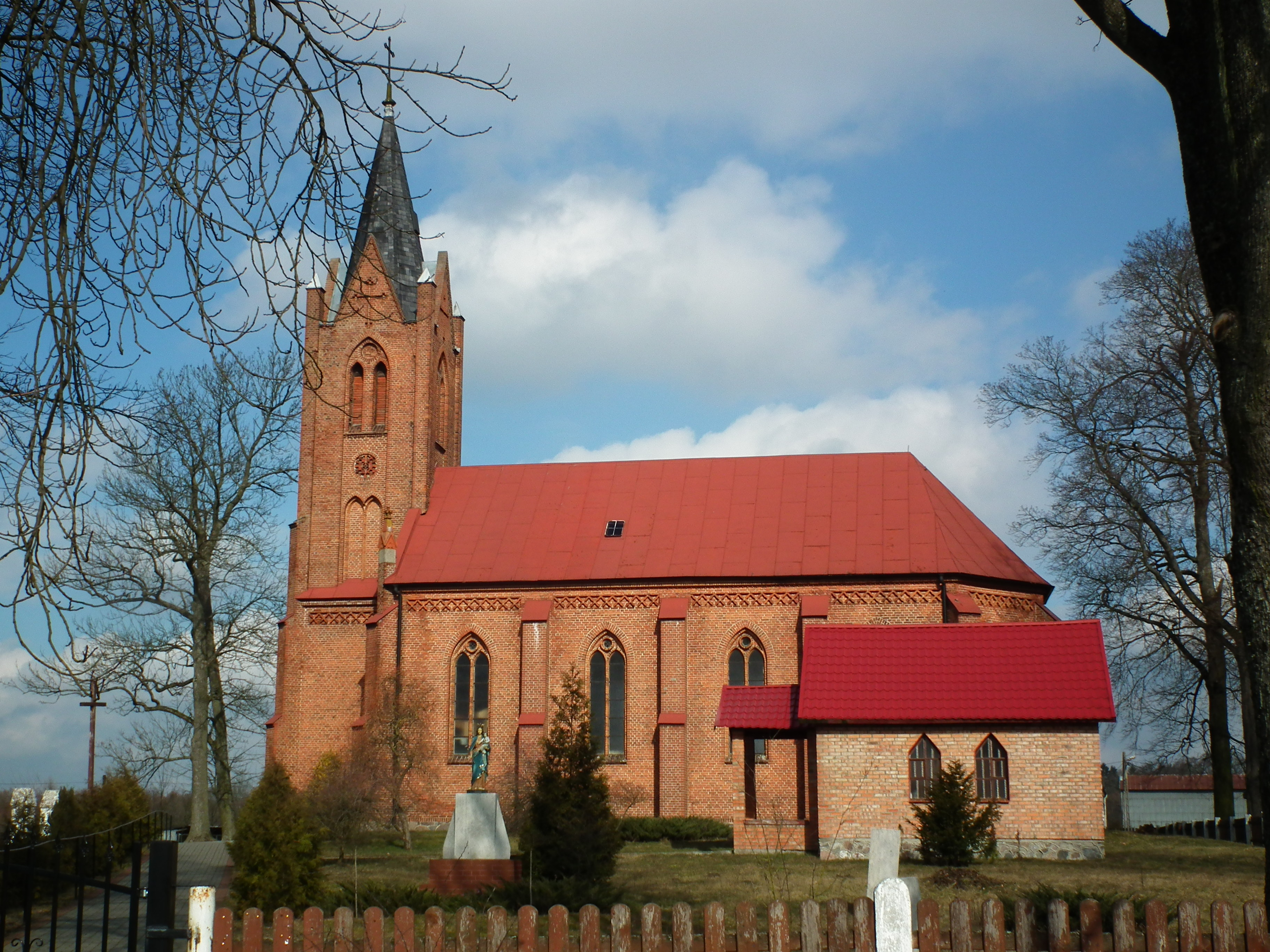
Fasada boczna
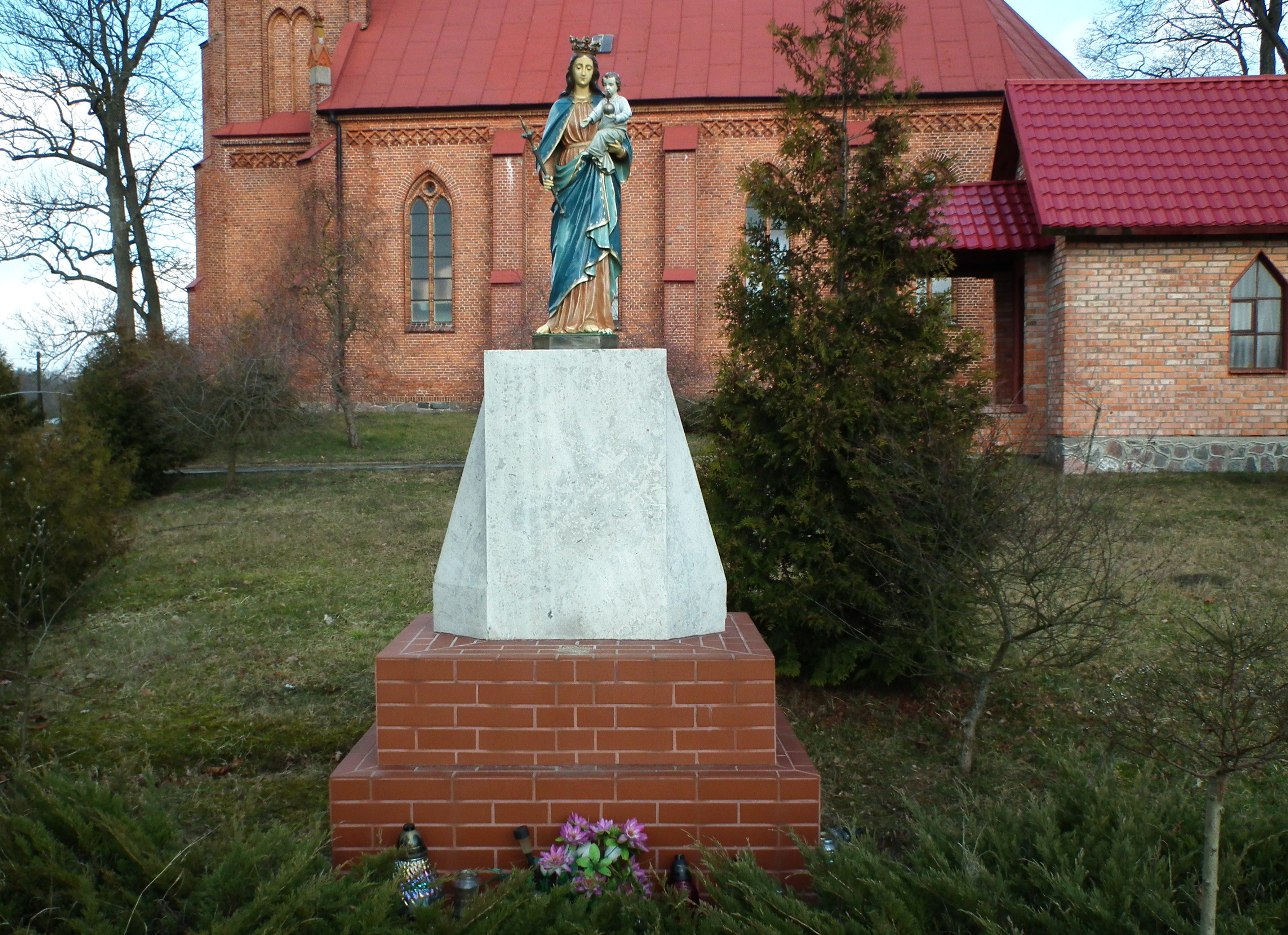
Figura maryjna
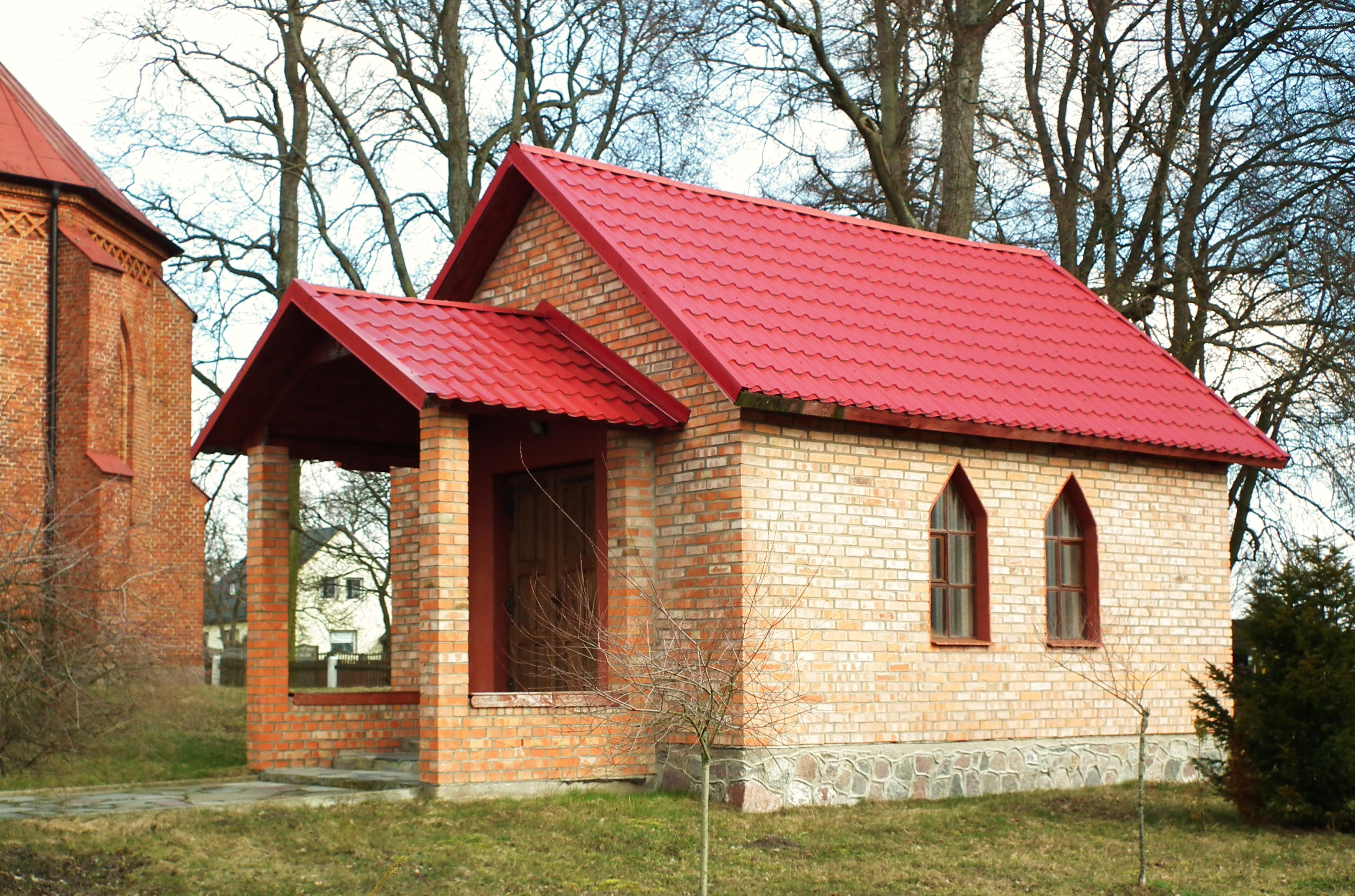
Kaplica pogrzebowa